# Port Augusta (Australien)
Port Augusta er en by i delstaten South Australia i Australien på østkysten af Eyre Peninsula, 322 km nord for delstatshovedstaden Adelaide. Indbyggertallet er 6.562 (2016). Port Augusta har en havn og blev grundlagt 24. maj 1852 af Alexander Elder og John Grainger. 